# 豊田正子

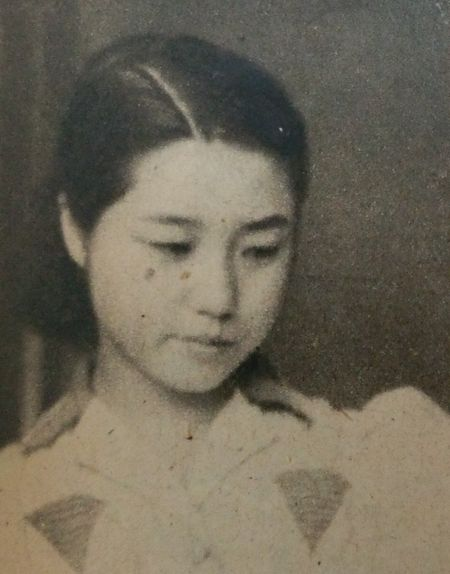
1948年

豊田 正子（とよだ まさこ、1922年11月13日 - 2010年12月9日）は、日本の随筆家。

## 来歴・人物
東京本所（現・墨田区）の貧しい職工の家に生まれ、四つ木（現・葛飾区）で小学生時代を過ごした。
小学4・5年生の頃、鈴木三重吉の綴方指導の影響を受けた教師・大木顕一郎らの指導で書いた作文26篇が『綴方教室』に収められて刊行されるとたちまちベストセラーとなり、映画化され、本人朗読によるレコードも発売された（その頃、すでに小学校を卒業して女工になっていた）。
『婦人公論』に創作を発表し、20歳を迎えた戦時中には中国視察に派遣され、『私の支那紀行 清郷を往く』（1943年）を発表した。
1945年の東京大空襲で弟を亡くす。
戦後、日本共産党に入り、36歳上で既婚の作家江馬修と夫婦同然の暮らしを始める。
1964年、自身の母を描いた長編『おゆき』を発表。
中国共産党と対立する日本共産党と決別し、文化大革命中の中国に渡行。
1967年、『文革礼讃の書』を刊行。
江馬がより若い音大生の天児直美と恋に落ちたため、細々と宝飾店で働き、そこで戦後知っていた女優・田村秋子と再会。その死までを描いた『花の別れ』で1986年日本エッセイスト・クラブ賞受賞（その中で「共産党は貧乏人の味方だと思っていたがそうではなかった」と書いている）。
1989年、文壇人中国旅行を共にした高橋揆一郎によって豊田を描いたノンフィクション小説『えんぴつの花』が刊行される。
74歳を目前にした1996年10月、脳梗塞で倒れ、リハビリを受けながら不自由な手で書いた『生かされた命 リハビリを受けながら』を発表した。
2010年12月9日、閉塞性黄疸により東京都内の病院で死去。88歳没。

## エピソード
- ベストセラーになった『綴方教室』だが、大木らの著作名義で出版されたため、初期の著作の印税は一切豊田には入らなかった。そのため脚光を浴びた後も一家の貧しい生活は変わらなかった[5]。また、当時既に大木とその妻に対する疑義が地域社会においても起こっており、区会議員などが大木夫妻に対し印税の一部を貧しい豊田一家に渡すべきである、と通告したものの、「経済観念のない一家に金を渡すのはいけない。そのお金は貯金していずれ正子に渡す」と大木夫妻が拒否したという[6]。豊田は大木を信じ続け、大木が亡くなる前に養子となっているが、江馬との関係が始まった頃に養母の大木夫人との関係は決裂し、大木夫妻への不信を書いた『芽ばえ』(1959年)は「『綴方教室』の天才少女の真実と聖職者の欺瞞」として当時スキャンダラスな話題となった。

- 元の作文にあり、当時「不適切」として大木らによって削除された箇所は、その後復元されている。

- 『綴方教室』の名声により、1970年代から多くのテレビ番組やワイドショーにゲスト出演している。

- 現在、豊田が通った小学校のあった葛飾区四つ木周辺では『豊田正子研究会』、『豊田正子を愛する会』が結成され、再評価、研究の機運が高まっている。

- また『不滅の延安』は中国の原爆実験を礼讃するなどの記述が見られるが、文革で迫害された巴金は豊田に助けられたとも言っている。

## 著書

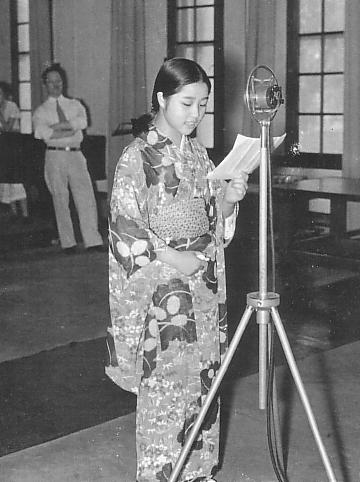
15歳の豊田正子（1937年）

- 『綴方教室』大木顕一郎・清水幸治著、中央公論社、1937年

星雲社、1984年 木鶏社、1984年
- 『続綴方教室』大木顕一郎編、中央公論社、1939年
- 『粘土のお面』中央公論社、1941年　角川文庫、1951年　木鶏社、1985年
- 『私の支那紀行 清郷を往く』文体社、1943年
- 『思ひ出の大木先生 続』柏書店、1946年
- 『芽ばえ』理論社、1959年
- 『傷ついたハト』理論社、1960年
- 『綴方のふるさと 書くこと生きること』理論社、1963年
- 『定本綴方教室』理論社、1963年
- 『おゆき』第1 - 2部、理論社、1964年　木鶏社、1991年
- 『プロレタリア文化大革命の新中国紀行 第1部 不滅の延安』五同産業出版部、1967年
- 『花の別れ 田村秋子とわたし』未來社、1985年
- 『さえぎられた光』木鶏社、1992年
- 『新編綴方教室』山住正己編、岩波文庫、1995年 ISBN 4003320018
- 『生かされた命 リハビリを受けながら』岩波書店、1996年 ISBN 400002776X

## 脚註
1. 1 2  「綴方教室」の作家・豊田正子さんが死去 読売新聞 2011年2月7日閲覧
2. ↑  綴方教室 平凡社世界大百科事典 コトバンク
3. ↑  「綴方教室」のまちＰＲ　故豊田正子さん「顕彰の標」 東京新聞
4. ↑  豊田正子さん死去　作家 - 47NEWS（よんななニュース）
5. ↑  日本経済新聞　2015年4月11日夕刊『文学周遊』
6. ↑  『続 思ひ出の大木先生』、柏書店、1946年9月30日発行